# 農家のミカタ
『農家のミカタ』（のうかのミカタ）は、2021年10月23日の16時 - 16時55分にテレビ東京系列で放送されたテレビドラマ。主演は犬飼貴丈。
群馬県高崎市を舞台に地域創生による町おこしをするべくUターン転職してきた進藤優弥が日本の農業の現実を知ることで人間として成長していく物語。高崎市の農業の魅力をPRする企画で、2020年9月に放送された地域創生バラエティ番組『畑そのまんまレストランにする。in 高崎』に続く第2弾として制作された。

## キャスト
進藤優弥
演 - 犬飼貴丈
高崎市役所の農林課職員。町おこしを志し、Uターン転職した。
仁田涼子
演 - 松村沙友理
農家に転身した新規就農者であり、進藤と同い年。
大木拓
演 - マギー
高崎市役所の農林課長。進藤の上司。
桐石大地
演 - 中島歩
高崎市役所の農林課職員であり、進藤の先輩。
田中久子
演 - 高橋ひとみ
田中茂
演 - 杉本哲太
高崎市在住の農家夫妻。進藤や仁田をサポートする。

## スタッフ
- 監督 - 下田彦太
- 企画・プロデュース・脚本 - 畑中翔太（dea）
- プロデューサー - 小林教子（テレビ東京）、漆間宏一（テレビ東京）、山田久人（BABEL LABEL）
- 制作 - BABEL LABEL
- 製作著作 - テレビ東京、BABEL LABEL